# Vitsgarn
Vitsgarn är en ö i Haninge kommun som ligger mellan Muskö och Årsta havsbad.
Vitsgarn kom 1628 under Häringe säteri. På Östra Vitsgarn finns ännu kvar ett jordbruk, som numera även arrenderar granngårdens mark. Flera av gårdens byggnader härrör från 1800-talet, däribland ett båthus. Det äldsta huset vid gården är ett boningshus som enligt uppgift härrör från mitten av 1700-talet.
1926 byggde marinen en sjöflygstation på norra delen av ön. Under andra världskriget var Roslagens flygflottiljs torpedflygplan baserade här.
Sedan 1976 driver Ungdomsförbundet Sveriges Flotta Vitsgarn Seglarskola. De är en av Sveriges största arrangör av seglarläger för ungdomar i åldrarna 7–17 år. Vitsgarn Seglarskola arrangerar seglarläger som varar 1–3 veckor, allt från Knatteläger, Konfirmationsläger till Instruktörsutbildning.